# Lehmanophorus segusianus
Lehmanophorus segusianus è un pesce osseo estinto, appartenente agli anchiloforiformi. Visse nel Giurassico superiore (Kimmeridgiano, circa 155 milioni di anni fa) e i suoi resti fossili sono stati ritrovati in Europa.

## Descrizione
Questo pesce era di medie dimensioni, e poteva raggiungere una lunghezza di 20 centimetri. Era caratterizzato da una grossa testa e da una bocca ampia. Come l'affine Ankylophorus, anche Lehmanophorus possedeva due ossa supramascellari, una pinna dorsale situata in posizione avanzata rispetto alle pinne pelviche e lepidotrichi delle pinne dorsale e anale molto ingranditi, al di sopra di una base stretta. Rispetto ad Ankylophorus, tuttavia, Lehmanophorus si differenziava per l'assenza di fulcri prominenti nella pinna dorsale e per la presenza di scaglie ganoidi dalla superficie ornata da notevoli granulazioni disposte a raggiera. Erano presenti almeno tre file di scaglie ingrandite lungo i fianchi.

## Classificazione
Il genere Lehmanophorus venne istituito da Gaudant nel 1978, nell'ambito di una ridescrizione di alcuni pesci in precedenza ascritti al genere Pholidophorus (P. segusianus) da Saint-Seine nel 1949 e provenienti dal giacimento di Cerin in Francia. 
Lehmanophorus è un membro degli anchiloforiformi, un gruppo di pesci vicini all'origine dei teleostei e per lungo tempo inclusi nel grande gruppo parafiletico dei folidoforiformi. 